# Mġarr (Gozo)

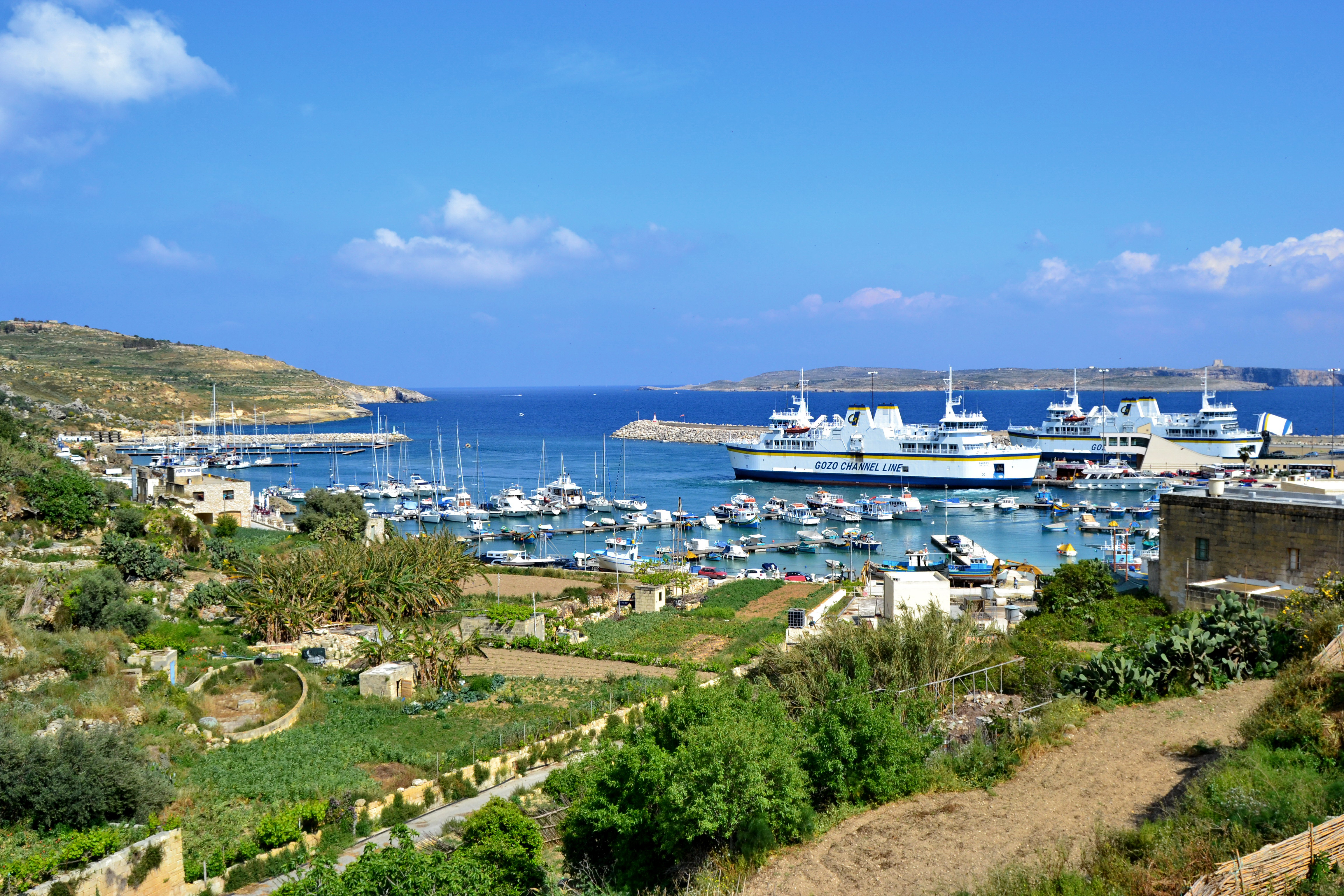
Blick über Mġarr

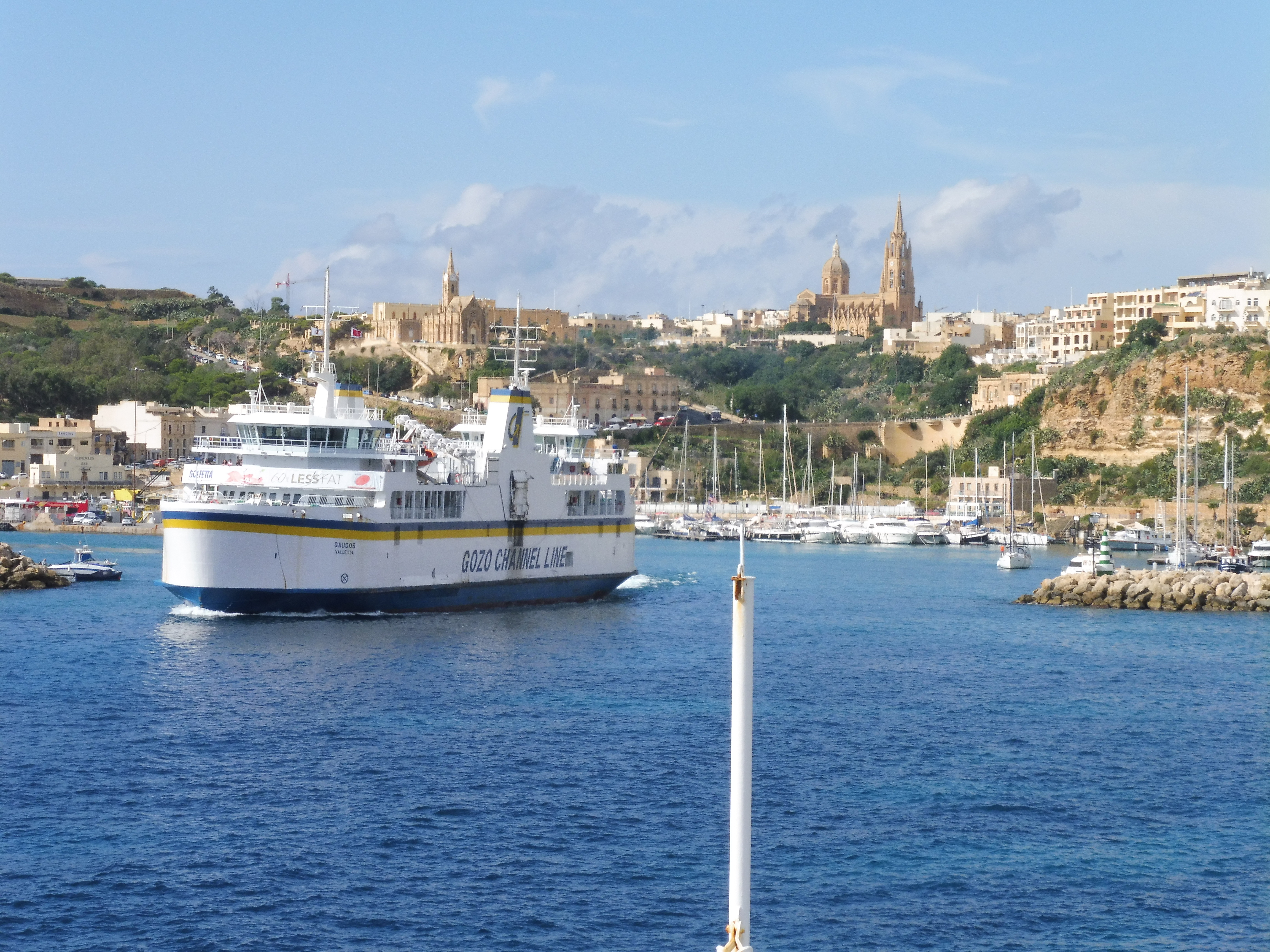
Hafeneinfahrt von Mġarr

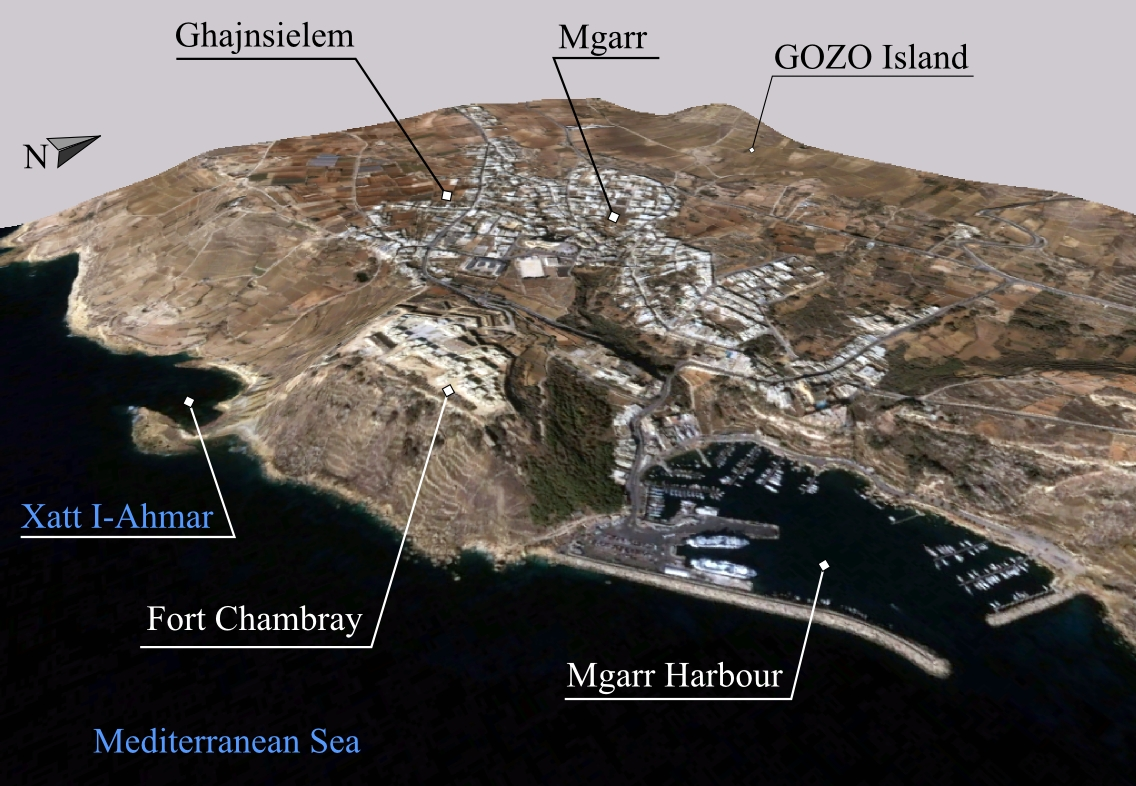
Topographische Darstellung der Umgebung von Mġarr

Mġarr ist ein Hafenort im Südwesten der zu Malta gehörenden Insel Gozo, er liegt auf dem Gebiet der Gemeinde Għajnsielem mit  rund 2660 Einwohnern. (Stand 2013)

## Etymologie
Zur Namensbedeutung gibt es zwei Hypothesen:
1. Abgeleitet von ġarr = ein Ort, wo Güter umgeschlagen werden, 2. Plural von miġra = Wasserlauf.

## Geschichte
Der Hafen wird vom Fort Chambray überragt, das 1749 von Jacques François de Chambray (1687–1756) in Auftrag gegeben wurde. Von hier aus verkehren die Fähren zur Hauptinsel Malta.
Der erste Einsatz eines Fährboots erfolgte bereits 1241. Zu jener Zeit war Mġarr ein unscheinbarer Hafen, in dem nur kleine Schiffe ankerten. Im 19. und 20. Jahrhundert erfolgte ein Ausbau des Hafens, zuletzt 1969. Der erste reguläre Passagierverkehr zwischen Malta und Gozo wurde 1885 eingerichtet. Der Fahrpreis betrug 8 Pence, zuzüglich einer Abgabe von einem Penny, mit dem der Gottesdienst in der Kirche von Mġarr finanziert wurde, bei dem der Pfarrer für die sichere Überfahrt der Passagiere betete.
Im Jahr 2002 wurde mit dem Bau eines neuen Empfangsgebäudes mit unterirdischem Autoparkplatz begonnen, das 2008 eröffnet wurde. Im neuen Fährterminal können 600 Passagiere und 200 Fahrzeuge gleichzeitig abgefertigt werden. Die geplanten Kosten von einer Million Maltesische Lira hatten sich am Ende verdreizehnfacht.
Mġarr ist der größte Fischereihafen Gozos. Zudem gibt es dort einen Yachthafen.